# Pierre Etchart
Pour les articles homonymes, voir Etchart.
Pas d'image ? Cliquez ici

a Compétitions nationales et continentales officielles uniquement.

b Matchs officiels uniquement.
Pierre Etchart, né le 10 janvier 1912 à Biarritz et mort le 23 novembre 1977 à Charenton-le-Pont, est un joueur de rugby à XV et de rugby à XIII international français évoluant au poste de talonneur, de pilier ou de troisième ligne dans les années 1930 et 1940.
Natif de Biarritz, c'est pourtant sous les couleurs de l'AS Bayonne que Pierre Etchart prend part au Championnat de France de rugby à XV. Évoluant au poste d'avant dans ce club, il finit par céder à l'offre du nouveau club de rugby à XIII Côte basque XIII en le rejoignant en février 1935. Il s'installe durablement en première ligne de ce club et prend part à la victoire en Coupe de France en 1937 aux côtés d'André Cussac, Henri Sanz, Thomas Parker, Georges Blanc, Charles Lamarque, Sylvain Claverie et André Rousse 15-8 contre Villeneuve-sur-Lot. L'arrivée de la Seconde Guerre mondiale puis l'interdiction du rugby à XIII en France l'oblige à revenir au rugby à XV sous les couleurs de l'AS Côte basque et de Lille. En 1944, il retourne au rugby à XIII et retrouve Côte basque  durant deux saisons puis Salon-de-Provence.
Il est également appelé à plusieurs reprises en équipe de France et est l'un des rares treizistes à avoir été international avant la guerre et après, à l'instar d'Henri Durand, Maurice Brunetaud et Henri Gibert.

## Biographie
Il rejoint le rugby à XIII en février 1935 en signant pour Côte basque rejoignant André Cussac, Georges Blanc, Thomas Parker et François Nouel.

## Palmarès

### Rugby à XV

#### En club
| Saison    | Saison     | Championnat           | Championnat | Championnat | Championnat | Championnat | Championnat | Championnat |
| Saison    | Saison     | Compétition           | M           | Pts         | Ess.        | Pén.        | Tr.         | Dp.         |
| --------- | ---------- | --------------------- | ----------- | ----------- | ----------- | ----------- | ----------- | ----------- |
| 1933-1934 | AS bayonne | Championnat de France | ?           | -           | -           | -           | -           | -           |
| 1933-1934 | AS bayonne | Championnat de France | ?           | -           | -           | -           | -           | -           |
| 1934-1935 | AS bayonne | Championnat de France | ?           | -           | -           | -           | -           | -           |

### Rugby à XIII
- Collectif : 
  - Vainqueur de la Coupe de France : 1936 (Côte basque).

#### Détails en sélection
| 1. | 16 janvier 1938 | Australie  | 11-16 | Test-match     | Troisième ligne | - | - | - | - |
| 2. | 23 février 1946 | Angleterre | 6-16  | Coupe d'Europe | Pilier          | - | - | - | - |

#### En club
| Saison    | Saison            | Championnat           | Championnat | Championnat | Championnat | Championnat | Championnat | Championnat |
| Saison    | Saison            | Compétition           | M           | Pts         | Ess.        | Buts        | Dp.         |             |
| --------- | ----------------- | --------------------- | ----------- | ----------- | ----------- | ----------- | ----------- | ----------- |
| 1934-1935 | Côte basque       | Championnat de France | ?           | -           | -           | -           | -           |             |
| 1935-1936 | Côte basque       | Championnat de France | ?           | -           | -           | -           | -           |             |
| 1936-1937 | Côte basque       | Championnat de France | ?           | -           | -           | -           | -           |             |
| 1937-1938 | Côte basque       | Championnat de France | ?           | -           | -           | -           | -           |             |
| 1938-1939 | Côte basque       | Championnat de France | ?           | -           | -           | -           | -           |             |
| 1944-1945 | Côte basque       | Championnat de France | ?           | -           | -           | -           | -           |             |
| 1945-1946 | Côte basque       | Championnat de France | ?           | -           | -           | -           | -           |             |
| 1946-1947 | Bordeaux-Bayonne  | Championnat de France | ?           | -           | -           | -           | -           |             |
| 1947-1948 | Salon-de-Provence | Championnat de France | ?           | -           | -           | -           | -           |             |